# Abraxas axantha
Abraxas axantha là một loài bướm đêm trong họ Geometridae.